# 秘鲁华人历史
秘鲁华人历史，从1849年到1874年之间的苦力贸易，25年中，10万（一说12万）名清朝广东人、福建人被卖入秘鲁，他们中有的卖给了企业家，在铁路、矿山、鸟粪场修路、铺铁轨、挖矿、掏粪，有的被卖给了种植园主，在种植园里种地、采摘蔬菜水果等。劳工从凌晨4点开始干活，一直要干到晚上天黑，逃跑的被抓捕后鞭打并且带上脚镣，干满8年契约的可以获得“自由人”的身份，后来可以选择回国，由于对清政府的失望和痛恨，10万华人劳工中只有几十人选择归国，他们留在了秘鲁，同当地黑人、印第安人、麥士蒂索人等族群通婚，落地生根，后来，少部分华人凭借着后天的努力和秘鲁逐渐民主化的大环境，他们有的成为企业家，有的成为作家，有的成为政治家，进入秘鲁上层社会。

## 历史

### 背景
1840年，清政府和大英帝国之间爆发鸦片战争，清朝国门洞开，西方列强开始入侵清朝，拓展商品市场和原料供应地。

### 进程
1849年春季，极少数英国人、法国人、西班牙人、葡萄牙人等人贩子渡海来到广东、福建，提出诱人条件，招募劳工去秘鲁做事。虽然经过鸦片战争，惊醒了沉睡在“天朝上国”中的国人，极小部分人对外部世界充满了好奇心和渴望，睁眼看世界，主动走出国门，但是大部分人对于外部世界仍然一无所知，因此不愿意出国。面对应聘人数极少的情况，人贩子不得不采取极端措施——绑架，其中一名清朝总督的儿子也被绑架卖入秘鲁。
人贩子把广东人、福建人弄到手之后，首先渡海运送到葡属澳门，此时，劳工不叫劳工，而被唤作“猪仔”。人数齐全之后，人贩子用烧红的烙铁在他们的耳朵后面打上“C”形印记，再把他们押送到货船的底舱，经过4个月的航程，送到秘鲁。由于当时条件极差，船舱热臭愁闷、瘟疫流行，三分之一的劳工死在船舱，和一些试图反抗的劳工一同被丢入大海喂鱼。
1870年10月，人贩子租用的一条货船发生暴动，清朝劳工杀死船长和8名水手，夺船返回清朝，之后，部分人返回家中，为了讨好西方人，其中16名劳工回家后被地方官逮捕杀头。同年，一位美国驻秘鲁公使曾就秘鲁苦力问题在致美国政府的信函中说：“苦力受到的待遇有如美国早期的奴隶。”小部分秘鲁人对华工的悲惨境遇也表示同情，“华工的境遇比奴隶更为悲惨。”
1872年5月，一艘秘鲁船只“玛耶西”号运载200余名契约华工在驶向秘鲁途中，由于船只的损坏，被迫驶入日本横滨港口，其中的一名不堪受虐的华工跳入海中，被英国水手救起。英国方面在了解“玛耶西”号虐待华工的情况之后，通知了日本外务大臣，日方与英、美等国领事以及清政府共同对此进行了调查。
劳工被卖入秘鲁后，他们被卖给了企业家和种植园主，每天从凌晨4点钟起，在铁路、矿山、鸟粪场、种植园等地方开始一天的艰苦劳动，他们的身边有监工手持枪支监视，晚上天黑时，劳工被允许可以收工休息，随后被锁入“寮棚”，活动范围仅限于寮棚内。少数试图逃跑的劳工，被僱傭兵逮捕，首先鞭打一顿，然后带上脚镣再劳动。
一次，卡纳德种植园的500多名华人劳工苦力抢夺了种植园主和监工们的枪支、长矛，杀死了种植园主和监工们，夺得50匹骏马组建成骑兵队，去解放其他种植园里的华人劳工苦力，部分迅速增加到1200余人，面对汹涌的劳工举事运动，秘鲁警察和军队出动大批人马进行镇压，600余人被杀害，其他人选择继续劳动。
劳工的契约期限是8年，契约干满之后，他们可以取得“自由人”的身份，1869年，有华人劳工把他们的艰辛遭遇写成了呈文，由美国驻华公使劳文洛斯转交给清政府，清政府的回应却是“私自出洋的中国人为弃民，不值得加以保护。”2年之后，清政府回应第二份呈文，“对磨难中的苦力表示同情，劝以容忍，并可成立一个上告团向朝廷陈述受害情况。”7名华人劳工写了状文，交给恭亲王奕訢，之后由各国媒体传遍了世界。葡萄牙政府获悉情况之后，要求秘鲁政府调查并且惩罚人贩子在葡属澳门的罪行，1873年12月27日宣布结束葡属澳门的华工出口，澳门总督则宣布禁止华工贸易。
1873年，李鸿章与秘鲁使臣葛尔西耶就秘鲁虐待华工之事进行交涉。清政府与秘鲁缔结条约《中秘天津条约》，自由人的华人劳工可以选择回国，不过，10万人的华人劳工，由于对清政府的失望和痛恨，只有区区几十人选择回国，幸存下来的自由人华人劳工，融入当地族群之间，娶当地黑人、印第安人、麥士蒂索人等族群的女子为妻，生儿育女，落地生根。
秘鲁政府开始迈向民主化之後，一少部分华人凭借自己后天的努力，有的发了财当了企业家，有的文笔优美成了作家，有的富有头脑投身政坛。